# Бельверн
Бельве́рн (фр. Belverne) — коммуна во Франции, находится в регионе Франш-Конте. Департамент — Верхняя Сона. Входит в состав кантона Эрикур-Уэст. Округ коммуны — Люр.
Код INSEE коммуны — 70064.

## География
Коммуна расположена приблизительно в 350 км к юго-востоку от Парижа, в 65 км северо-восточнее Безансона, в 38 км к востоку от Везуля.
Больше половины территории коммуны покрыто лесами.

## Население
Население коммуны на 2010 год составляло 131 человек.
| 1962 | 1968 | 1975 | 1982 | 1990 | 1999 | 2010 |
| ---- | ---- | ---- | ---- | ---- | ---- | ---- |
| 174  | 182  | 180  | 134  | 128  | 129  | 131  |

## Экономика
В 2010 году среди 79 человек трудоспособного возраста (15—64 лет) 55 были экономически активными, 24 — неактивными (показатель активности — 69,6 %, в 1999 году было 62,1 %). Из 55 активных жителей работали 47 человек (26 мужчин и 21 женщина), безработных было 8 (3 мужчины и 5 женщин). Среди 24 неактивных 7 человек были учениками или студентами, 7 — пенсионерами, 10 были неактивными по другим причинам.

## Фотогалерея

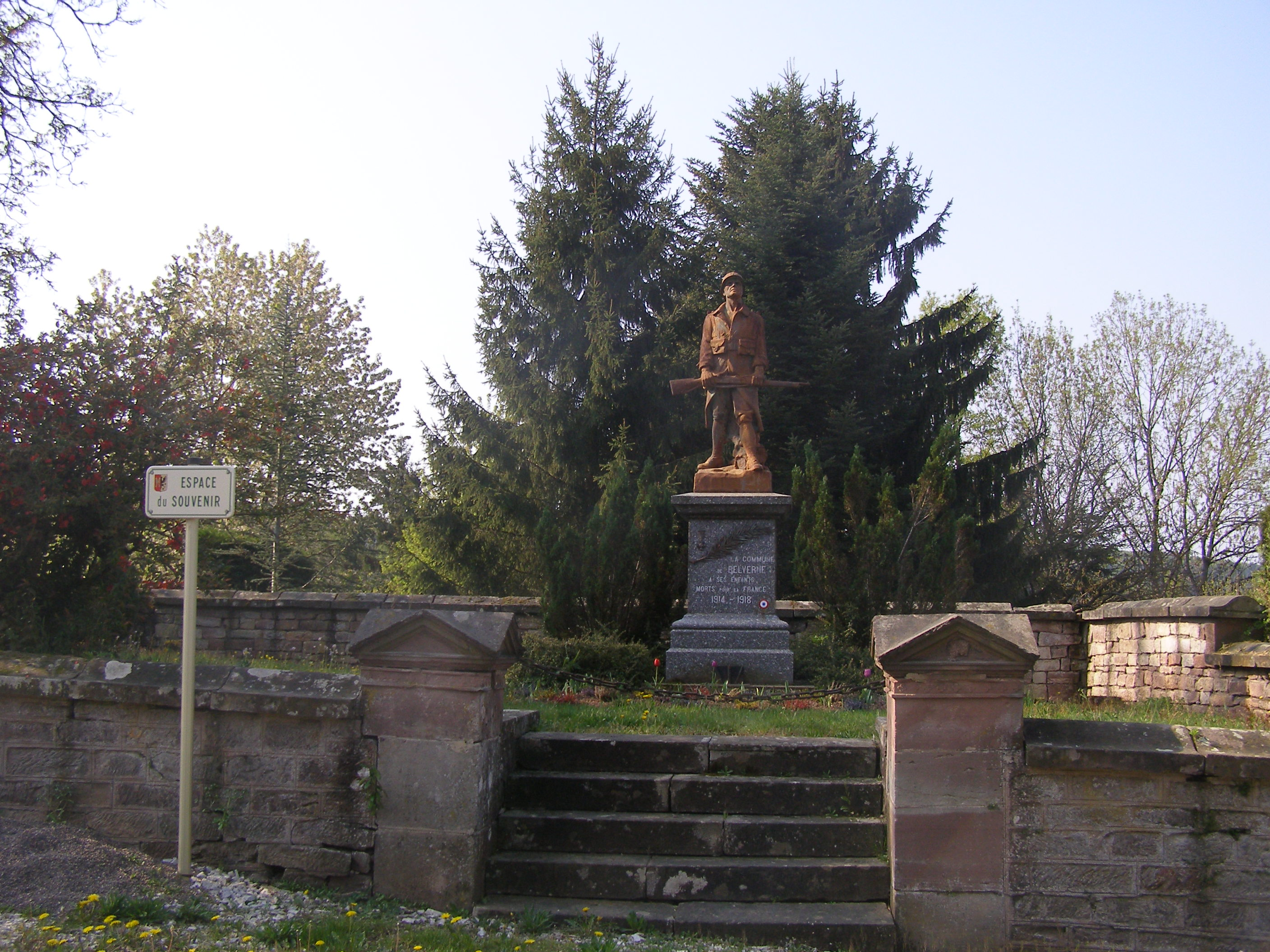
Военный мемориал
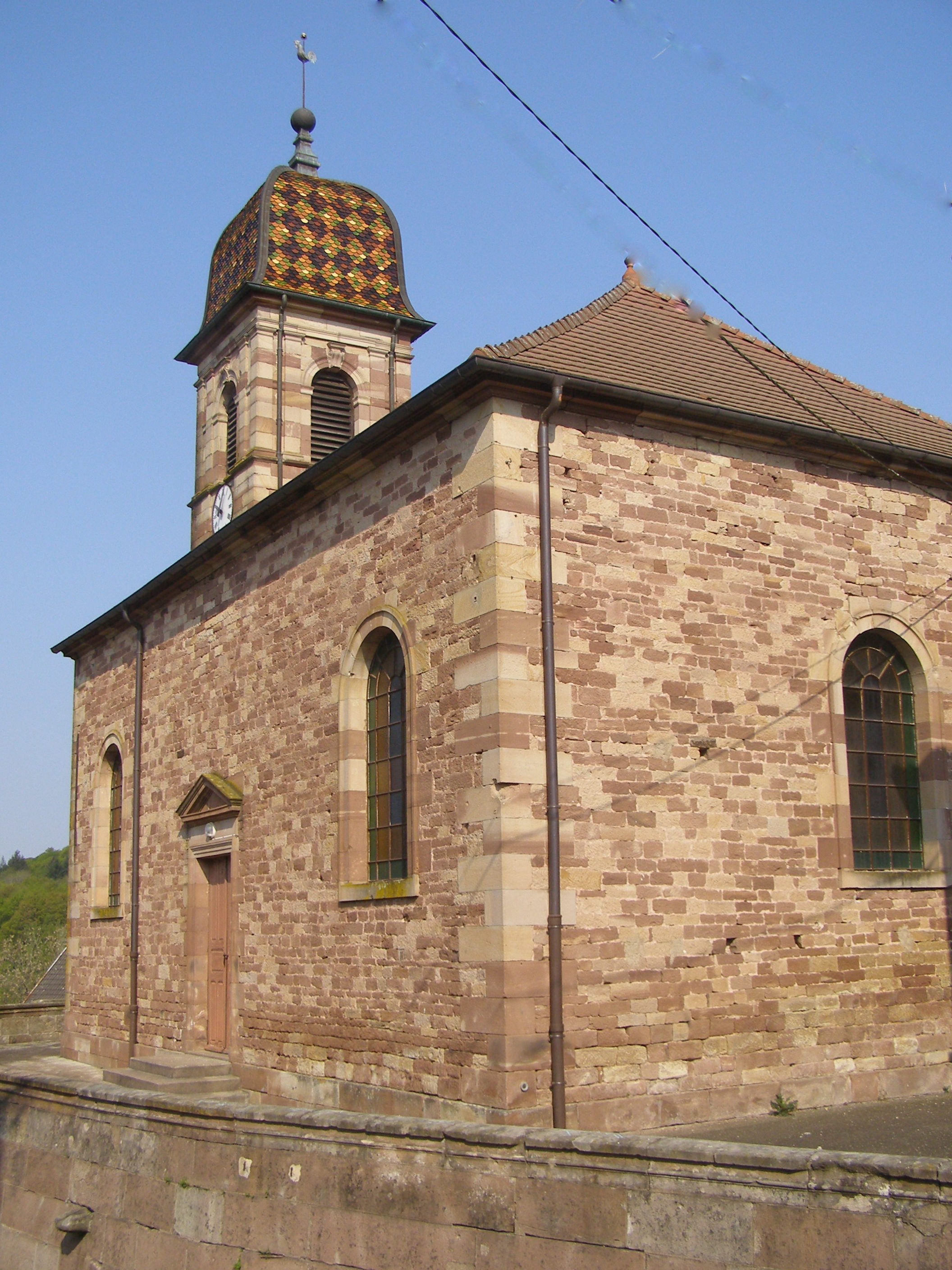
Церковь
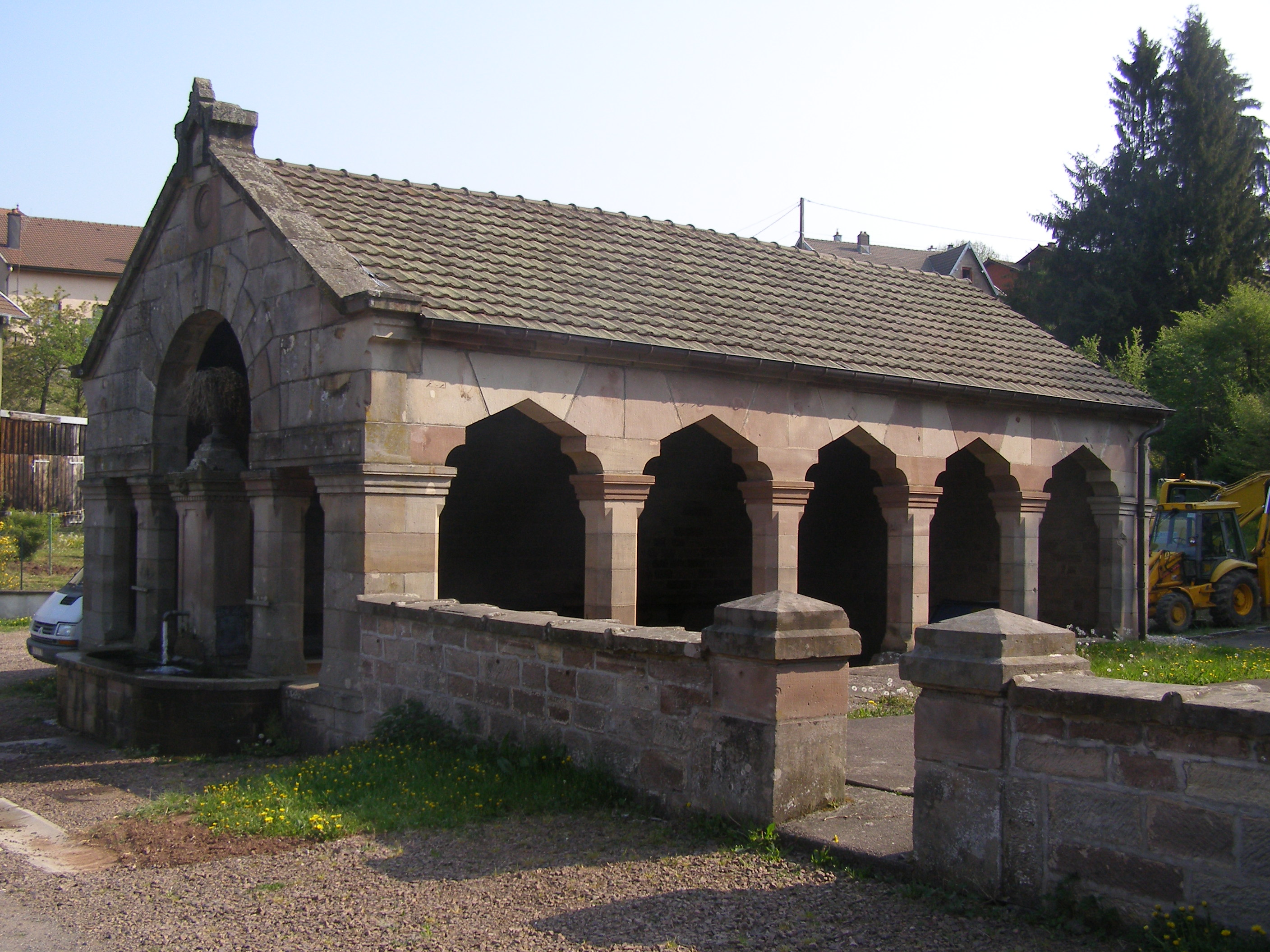
Общественная прачечная